# Il viaggio di Ivan Serghievic
Il viaggio di Ivan Serghievic (Печки-лавочки) è un film del 1972 diretto da Vasilij Makarovič Šukšin.

## Trama
La storia di un viaggio nel Mare del Sud di una coppia sposata di un lontano villaggio di Altai. Per la prima volta nella loro vita, gli sposi vanno in vacanza con un biglietto assegnato dal comitato sindacale, e anche in uno scompartimento separato! Le avventure di viaggio e il ritmo di una nuova vita li affascinano, ma anche tra le bellezze della natura meridionale, non possono dimenticare le loro case e le persone care che aspettano il loro ritorno.